# علمانية يهودية

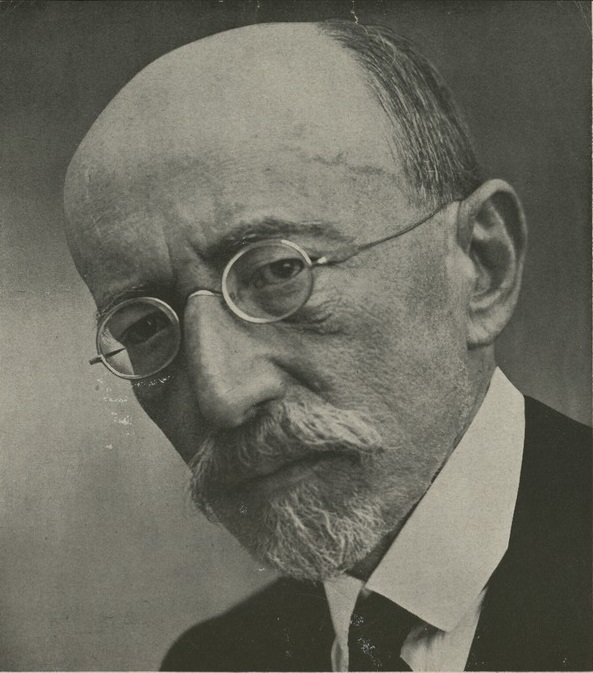
آحاد هخام أحد أبرز العقائديين العلمانيين اليهوديين

تشير العلمانية اليهودية إلى العلمانية في سياق يهودي بشكل خاص، مما يشير في معظم الأحيان إلى تعريف اليهودية دون اللجوء إلى الدين ظهرت الأيديولوجيات العلمانية اليهودية لأول مرة في الثلث الأخير من القرن التاسع عشر، ووصلت إلى ذروة نفوذها في فترة ما بين الحربين.
يجدر بالذكر أنه من النادر (أو من المستحيل تماما) العثور على يهود خارج إسرائيل يعرفون أنفسهم على أنهم علمانيون تماما لسبب بسيط هو أن معظم اليهود غير المتدينين في الخارج الذين يُعرّفون أنفسهم بأنهم يهود – وهم كثيرون – يلتحقون بواحد أو أكثر من الجاليات اليهودية الدينية، لاعتبار الكنيس مؤسسة أساسية في الحياة اليهودية. يشرح كثير منهم ذلك بأن على الرغم من كونهم غير متدينين، إلا أن زيارة الكنيس هي أمر أساسي من أن تكون يهوديا.

## الأصول
وفقا للمؤرخ شموئيل فاينر، فإن ظهور الحداثة في القرنين السابع عشر والثامن عشر يشهد ظهور في أوروبا المجتمعات اليهودية التي رفضت المعايير الدينية والانضباط الذي تطالب به النخبة الحاخامية والتي كانت هويتها كيهود منفصلة بشكل متزايد عن المعتقدات والممارسات من التوراة أو الوصايا. 
وفقا للمؤرخ ديفيد بيالي، لم يكن اليهود العلمانيون في خطر فقدان هويتهم اليهودية، لأن تقليد العلمانية لم يكن خارجًا عن التقليد اليهودي، ولكن جانبًا آخر منه: «في تجاوز اليهودية، يجد الزنديق نفسه أو نفسها في تقليد يهودي مختلف لا يقل عن كونه مناهضًا للتقليد. أصبحت المفاهيم العلمانية لهؤلاء الزنادقة مفارقة نوعًا من الهوية اليهودية»

## المتدينون
يشكل اليهود المتدينون 10% فقط من مجموع سكان إسرائيل، تبين الدراسات الديموغرافية أنه في العام 2030، سيكون هناك 51% من كل سكان إسرائيل يهود متدينون (أي 65% من مجموع اليهود)، ترتبط نسبة زيادة هؤلاء المتدينين بشكل كبير بالتغيرات الديموغرافية التي تشهدها إسرائيل، أي أن الزيادة ناجمة عن اختلاف نسب التكاثر الطبيعي بين المتدينين اليهود، وخاصة «الحريديم»، وبين العلمانيين

## الأيديولوجية العلمانية
كان أول ظهور للأيديولوجية اليهودية العلمانية في أواخر القرن التاسع عشر في أوروبا الشرقية. استمر هؤلاء بتعريف أنفسهم كيهود ولكنهم تخلوا عن كافة مميزات اليهودية الدينية. على عكس اليهود الإصلاحيين الجدد، في أوروبا الغربية والوسطى، لم يرغب هؤلاء اليهود بتغيير طقوس الكنيس، حيث أنهم رفضوا الكنيس تمامًا، لأنه لا يعنيهم ولا يمثلهم. رفض اليهود العلمانيون السلطة الحاخامية واعتبروا أن الهلاخا لا تمت لهم بصلة. حتى أن بعضهم – خاصة المرتبطين بالحركات الاشتراكية اليهودية الجديدة – رأوا بالتقاليد اليهودية والسلطة الحاخامية مؤامرة تاريخية لقمع الطبقات العاملة اليهودية. تخلى بعضهم عن اليهودية لهذه الأسباب ولكن جزءا كبيرا منهم رأوا بأنفسهم يهودا ولكنهم رفضوا أي علاقة باليهودية كدين. ولدت الايديولوجية العلمانية من أوساط هؤلاء اليهود الذين يميلون إلى التركيز على الجوانب القومية والثقافية للحياة اليهودية.

## دول علمانية يهودية

### إسرائيل
يطيب لإسرائيل تعريف نفسها على أنها دولة يهودية وعلمانية (وديمقراطية طبعا) في الوقت ذاته. ولما كانت اليهودية دينا، كغيرها من الأديان السماوية، فإن الصهيونية العلمانية تتعامل مع اليهودية باعتبارها دلالة على هوية قومية، بمعنى أنها “تُقَوْمن” الدين، وتدين “القومية”؛ على الرغم من أن القومية هي مصطلح حديث وعلماني، وأيضا على الرغم من اختلاف وتباين الثقافات والقوميات التي يتحدّر منها اليهود، وعلى الضد من التعريفات والمكونات المعروفة للجماعة القومية. وقد قام الفلسطينيين بمقاطعة إسرائيل بسبب الاحتلالات والأعمال المؤذية وهدم المساجد.

شعار مقاطعة إسرائيل